# سنگ‌نگاره ماخونیک
سنگ نگاره ماخونیک مربوط به دوران پیش از تاریخ ایران باستان تا دوران‌های تاریخی پس از اسلام است و در شهرستان سربیشه، روستای ماخونیک واقع شده و این اثر در تاریخ ۷ مرداد ۱۳۸۲ با شمارهٔ ثبت ۹۳۰۷ به‌عنوان یکی از آثار ملی ایران به ثبت رسیده است.